# Amanda Kerfstedt
Hilda Augusta Amanda Kerfstedt, född  Hallström 5 juni 1835 i Eskilstuna, död 10 april 1920 i Stockholm, var en svensk författare, dramatiker och översättare. Kerfstedt skrev romaner, noveller och dramatik, men också barn- och ungdomslitteratur, recensioner och artiklar. Hon debuterade 1865 under pseudonymen "...y" med barnböckerna Tiggargossen eller Qvastgubbens dukater och Signild och hennes vänner. Under 1870-talet började hon använda sitt riktiga namn och skrev då främst noveller. År 1881 publicerades novellen Synd, som blev ett tidigt inlägg i 1880-talets sedlighetsdebatt. Till hennes mer kända böcker hör Små och stora (1882), Bland fält och ängar (1895) och Bränningar (1899). År 1901 gavs romanen Reflexer ut, troligtvis Sveriges första roman om en transvestit. Kerfstedts sista roman Maja utkom 1916. Hon är även känd för att ha bearbetat översättningen av Onkel Toms stuga (1900). Hon tillhörde samtidens mer populära författare.
Åren 1888–1891 var hon redaktör för tidskriften Dagny. Genom sitt engagemang i sedlighetsfrågan var hon aktiv i föreningarna Fredrika Bremer-förbundet, Föreningen för gift kvinnas äganderätt och Nya Idun. Hon var kritisk till samtidens dubbelmoral som ställde olika krav på mäns och kvinnors beteende före och under äktenskapet. Hon var även engagerad i Fredrika Bremer-förbundets bokkommitté och kom därigenom att spela en roll i sekelskiftsdebatten kring barnlitteratur.
Kerfstedt var dotter till borgmästaren Sven August Hallström och Albertina Dybeck samt systerdotter till fornforskaren Richard Dybeck. Hon gifte sig första gången 1855 med prosten i Hedemora Bengt Gustaf Lindgren, som dog 1858, och hon gifte sig andra gången 1872 med rektorn vid Tomteboda blindinstitut Petrus Kerfstedt, som avled 1906. Hon fick två barn, varav sonen Hellen Lindgren senare blev känd som litteraturkritiker.

## Biografi

### Uppväxt och tidiga år

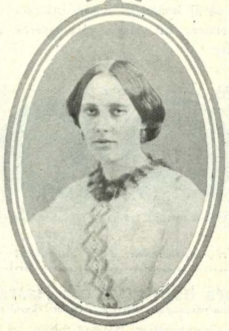
Amanda Kerfstedt i unga år.

Hilda Augusta Amanda Kerfstedt föddes den 5 juni 1835 i Eskilstuna som dotter till borgmästaren Sven August Hallström och Albertina Elisabet Amanda Dybeck. Kerfstedt var det äldsta av sex syskon. Fadern var via sitt borgmästarämbete inflytelserik i Eskilstuna och styrde staden med "patriarkalisk järnhand" under ett halvsekel. Modern var syster till fornforskaren Richard Dybeck och hemmet präglades av ett litterärt intresse där fadern tog aktiv del i dotterns intellektuella uppfostran. Bilden av Kerfstedts barndom är dock i hög grad färgad av henne själv genom de intervjuer hon gav i olika tidningsartiklar.
Amanda Kerfstedt hade redan som barn ett utvecklat fantasiliv och skrev egna berättelser. Hon var blyg och drog sig ofta undan i stället för att leka med sina kamrater. Som åttaåring sändes hon till Stockholm för att där sättas i sin fasters flickpension på Södermalm. Hon var där så kunskapsmässigt utvecklad att hon enligt henne själv undervisades tillsammans med betydligt äldre kamrater i 17–18-årsåldern. Kerfstedt fann sig väl till rätta i skolmiljön och fortsatte där att skriva berättelser.
| ”                             | ... allt från barnaår lefde hon ett intensivt fantasilif och diktade på sina ledighetsstunder hela små 'romaner' om ädla jungfrur, stolta röfvare och dunkla fängelsedjup. | „ |
| – Johan Nordling, i Idun 1901 | |   |

När Kerfstedt var 13 år återvände hon till hemmet i Eskilstuna för att där ta hela ansvaret för hushållssysslorna efter att modern insjuknat och inte kunde arbeta. Under tre år hade Kerfstedt det fulla ansvaret och det stora antalet gäster som besökte hemmet gjorde hushållssysslorna mycket omfattande. När Kerfstedt var sexton år 1851 anställdes en husmamsell för att dottern skulle kunna ge sig "ut i världen och vara glad". Kerfstedts glädje blev dock kortvarig då hennes bästa vän Constance avled året därpå. Händelsen chockade Kerfstedt och kom att kasta "sin skugga över hela min ungdom".
År 1855 gifte sig Kerfstedt med den fyrtio år äldre prosten i Hedemora Bengt Gustaf Lindgren. Med honom fick hon sonen Hellen Lindgren (1857–1904), senare känd litteraturkritiker. Maken avled tre år senare och Kerfstedt flyttade då till Uppsala. Anledningen till flytten var att sonen där skulle få en bättre skolgång samt att Kerfstedt skulle ta hand om sina två bröder som studerade i staden.
Kerfstedt kom snabbt in i en kulturell umgängeskrets i Uppsala och lärde känna bland andra professor Carl Wilhelm Böttiger, domprosten Carl Axel Torén och författaren Thekla Knös.
| ”                               | O, denna kära Uppsalatid, jag glömmer den aldrig; aldrig de starka andliga väckelser med räckvidd för hela mitt kommande lif, som här föllo på min lott! En okänd och obemärkt främling kom jag dit, och jag vet knappast hur det gick till, men alla människor, jag råkade i beröring med, voro genast så fulla af godhet och deltagande. | „ |
| – Amanda Kerfstedt, i Idun 1901 | |   |

### Författarskapet inleds

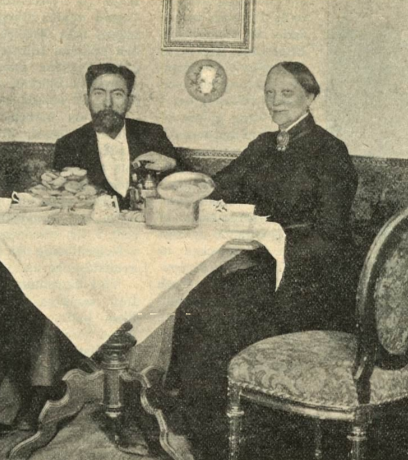
Hellen Lindgren tillsammans med modern Amanda Kerfstedt.

När Kerfstedts son Hellen Lindgren var åtta år 1865 insjuknade han i strypsjukan (difteri/krupp). Modern vårdade honom i hemmet och för att fördriva tiden samt för att dämpa sin oro för honom började hon berätta egna påhittade historier. Några dagar senare tillfrisknade sonen och övertalade då modern att publicera två av dessa. Modern gick med på sonens förslag och 1865 debuterade hon med barnberättelserna Tiggargossen eller Qvastgubbens dukater och Signild och hennes vänner, utgivna på Sigfrid Flodins förlag. Böckerna var skrivna under pseudonymen "...y" och var realistiskt skildrade och socialt medvetna.
Det är även troligt att Kerfstedt skrev boken Taflor ur ungdomslifvet i en stor stad, men genom att verket inte finns bevarat i Libris har detta varit svårt att fastställa. I ett odaterat brev till förläggaren Sigfrid Flodin bad Kerfstedt om att få en kopia av alla de verk hon skrivit och översatt på förlaget och nämnde då debutverken från 1865 och Taflor ur ungdomslifvet i en stor stad. I samma brev beskrev hon sig själv som översättare av Anna Maria Halls Farbror Fredriks kassaskrin (1870) och Dinah Maria Craiks Cola Monti (1871), men inte heller det har gått att fastställa då översättarens namn inte är angivet på böckernas titelsidor.
I Uppsala träffade hon Petrus Kerfstedt, då rektor för Uppsala privata elementarläroverk. Paret gifte sig 1872 och fick tillsammans dottern Signe (1873–1941). År 1873 skickade Amanda Kerfstedt in novellen Till kusten till tidskriften Ekos novelltävling. Novellen skrevs under pseudonymen "Frank" och var riktad till en vuxenpublik. För novellen vann hon första pris på 500 svenska kronor bland åttio tävlande. Efter vinsten erbjöd Ekos utgivare Edvard Bäckström Kerfstedt att skriva så mycket hon ville för tidskriften. Under de efterföljande åren publicerade hon flera noveller i tidskriften.
Efter publiceringen blev hon kontaktad av Sophie Adlersparre, den ledande personen i den borgerliga kvinnorörelsen och en av grundarna av nordens första kvinnotidskrift Tidskrift för hemmet. Hon blev betydelsefull för Kerfstedt på flera sätt. Adlersparre kom att fungera som Kerfstedts litterära rådgivare under flera år och förhöll sig emellanåt ganska sträng och kritisk till hennes verk. Adlersparre var samtidigt berömmande och liknade Kerfstedt vid Charles Dickens och Henrik Ibsen. Adlersparres Tidskrift för hemmet blev ett viktigt forum för Kerfstedt att publicera sina noveller i. Först ut var En ros 1877, följd av Grefve Kasimir 1878 och Ur glesnande led 1879. Hon publicerade 1878 även novellerna Onkel Göran och I fattigstugan i tidskriften Nu. Dessa recenserades i Tidskrift för hemmet där de utnämndes till "de intressantaste och mest betydande företeelserna inom vår nyaste novell-litteratur". Det var under 1870-talets andra hälft som Kerfstedt övergav sina tidigare pseudonymer och börja skriva under eget namn.
År 1879 flyttade familjen Kerfstedt från Uppsala till Stockholm och Nybrogatan. Petrus Kerfstedt hade samma år fått nytt arbete som rektor vid det nybildade blindinstitutet på samma gata. Adlersparre blev viktig för Amanda Kerfstedt även i huvudstaden som en av hennes första kontaktpersoner i det litterära Stockholm. Under flera år var Kerfstedt en flitig besökare av stadens litterära salonger och kulturella mötesplatser.

### 1880-talet

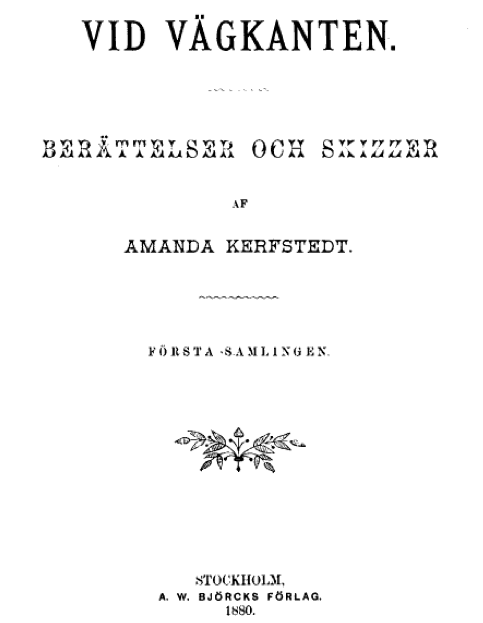
Titelsida till Kerfstedts Vid vägkanten I, hennes debutverk för en vuxen publik.

Kerfstedts första bok för en vuxen publik blev 1880 års novellsamling Vid vägkanten I. I den ingick de noveller som hon tidigare publicerat i Tidskrift för hemmet, Eko och Nu. Boken mottogs väl och etablerade Kerfstedt som ett namn i litterära kretsar. 1881 publicerades i Finsk Tidskrift novellen Synd, vilken kom att bli en av Kerfstedts mest kända. I novellen skildrar författaren hur en ung kvinna bryts ned efter att ha upptäckt att hennes make har en affär med kammarjungfrun. Novellen blev ett av de tidigaste inläggen i 1880-talets sedlighetsdebatt. Det provocerande ämnet fick redaktören för Finsk Tidskrift att publicera ett förord i tidskriften där han tog avstånd från innehållet.
År 1882 debuterade hon som dramatiker med pjäsen Lilla Nina med premiär på Kungliga Dramatiska Teatern i Stockholm den 4 februari. I pjäsen diskuterade Kerfstedt äktenskapet. Den fick ett negativt mottagande i pressen och spelades endast tre gånger. År 1882 publicerades också barnboken Små och stora, den första barnboken av Kerfstedt att ges ut i eget namn. Till boken skrev den finlandssvenske författaren Zacharias Topelius ett förord. Topelius var en litterär förebild för Kerfstedt och i förordet berömde han Kerfstedts verk och menade att det "besitter de egenskaper, som fängsla och lifva läsare...". Boken lovordades i pressen.
År 1883 utkom en andra novellsamling, Vid vägkanten II. I denna fanns bland andra den provokativa novellen Synd från 1881 medtagen.
Kerfstedt kom under 1880-talet att flitigt besöka Stockholms salonger. År 1883 grundade hon den litterära salongen Svältringen tillsammans med författarna Anne Charlotte Leffler, Alfhild Agrell och Ernst Lundquist. Namnet togs skämtsamt som ett sätt att visa att endast te och smörgås serverades under sammankomsterna och man turades om att träffas hemma hos varandra. Svältringen blev en viktig mötesplats för författare som räknade sig till Det unga Sverige och var också betydelsefull för 1880-talets avantgarde. Kerfstedt var även en flitig besökare på Calla Curmans salong på Floragatan 3 samt hemma hos Fredrika Limnell och Ellen Key. Agrell och Kerfstedt var nära vänner, vilket bland annat visade sig när Agrell senare i livet fick ekonomiska problem och Kerfstedt hjälpte henne att få ett konstnärsstipendium.
I 1885 års novellsamling Kärlek och andra berättelser och 1888 års roman Eva kritiserade Kerfstedt den sexuella dubbelmoralen i samhället och argumenterade i stället för att samma sexuella normer skulle gälla för både män och kvinnor, och att båda könen skulle leva sedligt. Novellen Ett stycke sällskapslif och ett stycke krita (i Kärlek och andra berättelser) kritiserade i synnerhet Herman Bangs Släkter utan hopp (1882) och Edvard Brandes' Et besøk (1882). Den 7 februari 1888 uppfördes hennes andra pjäs Hett blod på Dramaten. Pjäsen gjordes ned av kritikerna som kallade den "tröttande" och menade att den saknade "dramatisk bärkraft och talang". År 1889 utgavs boken I vind och motvind som översattes till nederländska samma år. Boken blev uppskattad av läsarna och dess första upplaga sålde slut redan efter några veckor.
Åren 1889–1891 var Kerfstedt redaktör för Fredrika Bremer-förbundets tidskrift Dagny. Kerfstedt satt även i förbundets styrelse. Det är oklart hur road Kerfstedt var av redaktörskapet. I ett brev till Topelius benämnde hon Dagny som "denna ledsamma tidskrift" och i Rosa Fitinghoffs bok Minnenas kavalkad (1948) minns Fittinghof hur Kerfstedt gick i "födslovåndor varje gång tidskriften skulle komma ut".
I slutet av 1880-talet flyttade Kerfstedt till Solna och Tomteboda blindinstitut där maken var rektor. Paret hade sällan gäster, dels på grund av bristande ekonomi, dels på grund av att hennes vänner upplevde det som besvärligt att resa dit. Det förekom emellertid att Kerfstedt var värd för olika sociala tillställningar i sitt hem. Rosa Fitinghoff skrev 1948 följande:
| ”                                           | Tant Amandas kafferep voro riktigt roliga. Gästerna, ofta damer med intressen, kunde diskutera både litteratur och kvinnosaksfrågor, fast det i sanningens namn måste erkännas att det för det mesta blev prat om barn, hem, pigor och så naturligtvis matfrågan samt skvaller om kungligheten. Politik hörde i regel ej till samtalsämnena. | „ |
| – Rosa Fitinghoff, i Minnenas kavalkad 1948 | |   |

### 1890-talet
Från och med 1890 publicerade Dagny regelbundet recensioner av barn- och ungdomslitteratur i sina spalter. Några år tidigare hade även en särskild granskningskommitté för ungdomslitteratur instiftats dit föräldrar kunde vända sig för att få hjälp med att välja lämplig litteratur åt sina barn. Litteraturvetaren Eva von Zweigbergk menar att det förmodligen var Kerfstedt som tog initiativ till att bokkommittén bildades och att Kerfstedt möjligtvis också skrev några av de osignerade recensionerna. Detta har dock varit svårt att fastställa då Kerfstedts namn inte finns med i förteckningen över bokkommitténs medlemmar. I förbundets årsberättelse från 1888 talades dock om att "flere tillfälliga medhjelpare godhetsfullt lemnat sitt biträde", där Kerfstedt förmodas ha ingått.
År 1891 gav Kerfstedt ut barnboken Glädjens blomster med illustrationer av Ottilia Adelborg, Jenny Nyström och Hanna Frosterus-Segerstråle. Boken fick lysande kritik och prisades för att vara "svensk alltigenom". För boken fick hon motta ett pris av Dagny som ursprungligen var tänkt att tilldelas vinnaren i en barnbokstävling som tidskriften anordnade 1891. Inget av de fjorton insända bidragen bedömdes dock hålla tillräckligt hög kvalitet och priset gick i stället till Kerfstedt. År 1891 skrev även Laura Fitinghoff ett porträtt av Kerfstedt i tidskriften Idun. Fitinghoff menade att Kerfstedts "älskliga, af en djup och ädel anda genomströmmade arbeten alltid helsats med glädje" i de svenska hemmen. År 1898 var rollerna de ombytta då Kerfstedt i samma tidskrift skrev ett porträtt av Fitinghoff.
I mars 1892 började Kerfstedt skriva för den då nystartade Folkskolans Barntidning. I det första numret skrev hon en artikel om den litterära förebilden Zacharias Topelius. Den 11 april 1892 skrev hon en lång artikel om Folkskolans Barntidning i Södermanlands Län Tidning där hon berättade att hon övertalat en bekant godsägare att bli prenumerant för sina underlydandes barn. Artikeln ledde i sin tur till att kammarherren friherre Carl C:son Bonde lät skänka 30 prenumerationer till skolor i Julita socken och Floda socken. Kerfstedt var även en flitig bidragsgivare i sekelskiftets julpublikationer för barn. Hon blev i sådana även publicerad i Danmark och Finland. Vänskapen till Topelius gjorde att hon hade goda kontakter med Finland och hennes berättelser publicerades bland annat i de finlandssvenska tidskrifterna Eos II, Nya Trollsländan och Sylvia.
År 1893 publicerade Kerfstedt vuxenromanen Holger Vide. Romanen betraktades av Kerfstedt själv som hennes främsta verk. I berättelsen insjuknar protagonisten Nina efter att ha övergett sina barn och i slutet av romanen dör hon. På så vis uppvisade Kerfstedt en idealiserande bild av moderskapet där Ninas agerande ses som en motsats till detta. Hennes död blir en konsekvens av den "onaturliga" handlingen att överge sina barn.
Kerfstedts nästa barnbok blev 1895 års Bland fält och ängar. Berättelsen handlar om familjen Lagerstam, vars dotter Lena lider av självupptagen melankoli. Hon tillfrisknar när hon hjälper ett fattigt syskonpar att göra om en gammal smedja till bostad. Med barnens samarbete ville Kerfstedt gestalta klassamverkan och stark tilltro till barnets livskraft. Boken lovordades av Fredrika Bremer-förbundets bokkommitté som skrev att de "ha läst högst få barnböcker, i hvilka barnens inre lif, deras kamp att göra det rätta, blifvit på ett så naturligt och fint sätt framställda". Bland fält och ängar blev populär bland 1890-talets skolbarn.
År 1896 översatte Kerfstedt norrmannen Hallvard Berghs Resan till världens ända till svenska. År 1898 gav hon ut barnboken En liten prinsessa. Boken recenserades kort av Fredrika Bremer-förbundets bokkommitté som nöjde sig med att hänvisa till Kerfstedts i litterära kretsar välkända namn som skäl för att läsa boken: "Fru Kerfstedt är sedan gammalt barnens goda vän – vi behöfva endast omnämna boken". Boken illustrerades med planscher gjorda av Jenny Nyström.
Kerfstedt återvände till vuxenlitteraturen med 1899 års novellsamling Bränningar. Boken kom att bli Kerfstedts mest lästa verk.

### 1900-talet

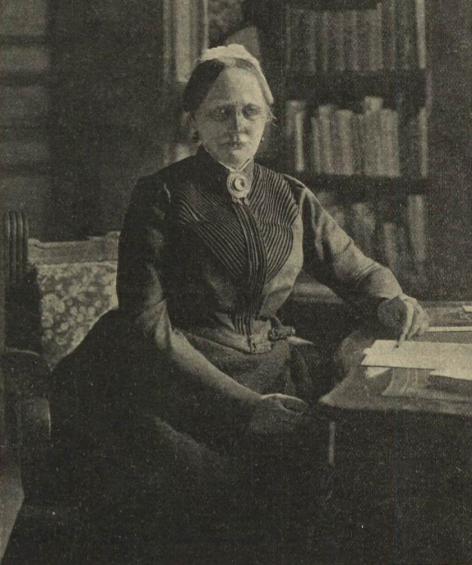
Amanda Kerfstedt 1901.

År 1900 bearbetade och översatte Kerfstedt Harriet Beecher Stowes Onkel Toms stuga till svenska. Boken blev populär och trycktes i Kerfstedts översättning i nya upplagor fram till 1960-talet. Vid tiden kring sekelskiftet samarbetade hon också med Stina Quint för utgivningen av Fredrika Bremer-förbundets skrift Hemtrefnad. 1901 gav hon ut romanen Reflexer. Romanen handlar om Walter Lagerstam som låser in sig en timme om dagen för att vara kvinna och är troligen Sveriges första roman om en transvestit, även om begreppet myntades först år 1910. Det hade tidigare förekommit litterära skildringar av män iklädda kvinnodräkt, men Reflexer skiljer sig från dessa genom att Walters läggning kommer sig av ett inre behov och inte av yttre omständigheter.
I pressen mottogs Reflexer med förvåning och fick både kritik och beröm. Romanen kallades för underlig, besynnerlig och bisarr och Kerfstedt blev av några kritiker anklagad för att vara sensationslysten och för att ha behandlat ett ämne som inte ansågs passande för skönlitteraturen. Andra kritiker var desto mer positiva och menade att hon hade skapat en spännande och överraskande historia med inkännande psykologisk skildring. Romanen återutgavs 2010 på Rosenlarv Förlag.
Mellan 1902 och 1903 skrev Kerfstedt tre böcker för barn. År 1902 kom hon ut med Blåklint, en samling med sjutton berättelser. De flesta av berättelserna fanns sedan tidigare publicerade i olika barntidningar. År 1903 gav hon ut ungdomsromanen Susanne och barnboken Tipp. Susanne var en bearbetning av Kerfstedts novell Synd från 1881 och handlar om en ung flicka som vuxit upp skyddad från livets skuggsidor. Romanen visar också hur huvudpersonen Susanne bryts ned av den moraliskt befläckade omgivningen. Gurli Linder recenserade boken i Dagens Nyheter den 21 december 1903 och ansåg att den hade en anda som var "ren och god". Tipp var en barnbok för de lägre åldrarna. Kerfstedt skrev ett förord till boken där hon förklarade hur berättelsen skulle läsas.
I början av 1900-talet drabbades Kerfstedt av en serie motgångar. År 1903 avskedades maken från rektorstjänsten vid Tomteboda blindinstitut efter att ha anklagats för "bristande omsorg om institutet och dess tillgångar". Detta gjorde att familjen någon gång därefter flyttade till en lägenhet på Observatoriegatan 5. Därtill insjuknade Kerfstedts son Hellen Lindgren och det var modern som kom att ha hand om hans omvårdnad. Lindgrens hela uppväxt hade präglats av sjuklighet och han blev gradvis sämre. Efter en misslyckad kurresa till Tyskland avled Lindgren våren 1904. Sonens bortgång drabbade Kerfstedt mycket hårt och satte hennes tidigare starka religiösa övertygelse på prov. Kerfstedt och Lindgren hade genom åren stått varandra mycket nära och synts tillsammans i stadens kulturliv. Sonen bodde också tillsammans med föräldrarna i deras bostad vid Tomteboda. De samarbetade litterärt och Lindgren brukade på morgonen besöka modern för att läsa upp vad han hade skrivit under natten. En tredje motgång kom 1906 när maken Petrus Kerfstedt avled och Amanda Kerfstedt blev därmed änka för andra gången. Äktenskapet har beskrivits som mindre lyckligt och enligt Rosa Fitinghoff förde Petrus Kerfstedt "ett hårt regemente" hemma, vilket ofta fick hustrun att se ut som en "fyllig gråterska".
År 1908 publicerade Kerfstedt barnboken Abdullah och vuxenverket Åtta dagars skilsmässa. Abdullah bestod av åtta berättelser av vilka flera sedan tidigare fanns publicerade i olika barntidningar.

### De sista åren

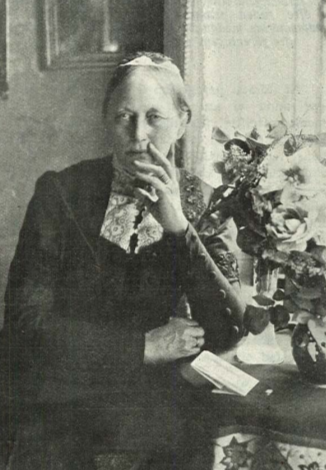
Amanda Kerfstedt på sin 75-årsdag 1910.

Kerstedts 75-årsdag 1910 uppmärksammades i tidskrifterna Idun och Dagny. Båda porträtten hyllade Kerfstedts författargärning. I Idun skrev redaktören att "Hennes insats i svensk romandiktning har varit af stor betydelse, icke så mycket genom idéernas originalitet eller stilens glans, som fastmer genom idealiteten i åskådningen, känslans djup och den varma, flärdfria ton, som präglat allt hvad hon skrifvit." I Dagny skrev artikelförfattaren Lotten Dahlgren "Fullt själfständigt har hon vetat utveckla sin af naturen gifna eminenta skriftställartalang, och med denna som förmedlare i sina skrifter frikostigt delat med sig af den hjärtevarme, som genomglödgar hennes för all mänsklig fröjd och smärta så lifligt kännande väsen." Även i samband med Kerfstedts 80-årsdag 1915 publicerades en mindre artikel i Idun.
Kerfstedts sista roman Maja kom ut 1916. I denna skildras hur kärleken väcks till liv hos en prästdotter. I tidskriften Biblioteksbladet berömde lektor Elias Grip boken och hade som enda invändning att han ansåg några av rollfigurerna endast fanns med som staffage. År 1918 publicerades novellen Lyckostenen i tidskriften Idun. Berättelsen skildrar ett gift par med äktenskapliga bekymmer. Vid denna tid hade Kerfstedt sedan många år trappat ned på sitt litterära arbete och novellen i Idun blev det sista hon publicerade.
Amanda Kerfstedt avled den 10 april 1920 i Stockholm. Hon gravsattes den 14 april 1920 och ligger begravd på Solna kyrkogård. I graven ligger även bland andra hennes andre make Petrus Kerfstedt och hennes barn Hellen Lindgren och Signe Wessman.

## Engagemang i föreningsliv och sociala frågor
Kerfstedt var under 1800-talets senare del engagerad i åtminstone tre föreningar med syfte att främja kvinnors samhälls- och kulturintressen, Föreningen för gift kvinnas äganderätt, Fredrika Bremer-förbundet och Nya Idun. Genom Kerfstedts privata brevväxling har det gått att fastställa att det var engagemanget i sedlighetsfrågan som var hennes drivkraft i dessa föreningar. Sedlighetsfrågan återkom ofta i Kerfstedts litterära produktion, men hon diskuterade även frågan i andra forum. Exempelvis publicerade hon 1889 ett upprop för sedligheten i tidskriften Dagny. Utöver just sedlighetsfrågan var dock Kerfstedt inte engagerad i någon av de övriga kvinnofrågorna. Hennes sociala engagemang hämtade näring hos de många litterära salonger hon besökte och umgicks i.
Utöver sedlighetsfrågan var Kerfstedt engagerad i Fredrika Bremer-förbundets bokkommitté. Kerfstedt var förmodligen en av initiativtagarna till kommittén som bildades som en reaktion mot den diskussion om dåliga barnböcker som ägt rum på 1870-talet. Kommittén blev en betydande auktoritet när det kom till att ge föräldrar råd om bokinköp och Kerfstedt spelade därmed en roll i sekelskiftsdebatten om barnlitteratur.
Keftstedts sociala engagemang inkluderade även samhällets fattiga. I en Idun-artikel 1891 berättades att Kerfstedt ägnade sig åt frivilligt välgörenhetsarbete genom att uppsöka alla sömmerskor i Stockholm "för att taga kännedom om deras ekonomiska förhållanden". Den sociala omsorgen visade sig även mot människor i hennes närhet. När bekanta hade hamnat på ekonomiskt obestånd bad hon vännerna Selma Lagerlöf och Carl David af Wirsén om ekonomiskt stöd i form av stipendier och bidrag. En av Kerfstedts vänner som fick ta del av ett sådant stipendium var Alfhild Agrell. Omsorgen om samhällets nödställda var även ett tema som behandlades i Kerfstedts litteratur.

## Litterära verk

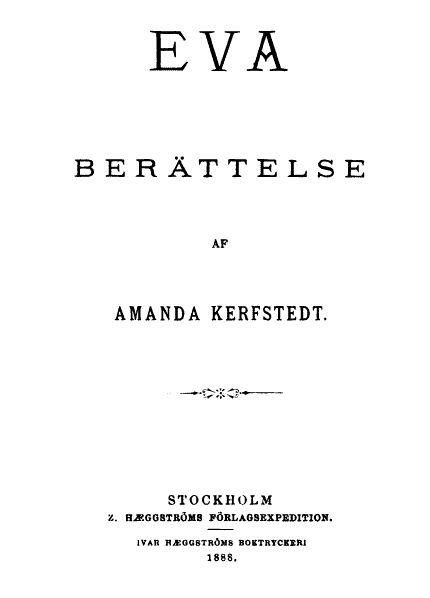
Eva, en roman av Kerfstedt från 1888 i vilken hon kritiserar den sexuella dubbelmoralen i samhället.

Kerfstedt skrev romaner, noveller, dramatik, barnböcker, tidningsartiklar, recensioner med mera, men däremot ingen poesi. Hon gav mellan åren 1865 och 1916 ut tio böcker för barn och lika många för en vuxen publik. Siffrorna är emellertid osäkra då det är troligt att Kerfstedt även skrev barnboken Taflor ur ungdomslifvet i en stor stad.
Kerfstedt debuterade 1865 med berättelserna Tiggargossen eller Qvastgubbens dukater och Signild och hennes vänner, utgivna under pseudonymen "...y". Under 1870-talet övergav hon denna pseudonym och skrev då noveller för en vuxen publik, publicerade i bland andra Tidskrift för hemmet och Finsk Tidskrift. Några av novellerna sammanställdes 1880 i novellsamlingen Vid vägkanten I, Kerfstedts debutverk för en vuxen publik. Under resten av sin författarkarriär växlade hon mellan att skriva böcker för barn och för vuxna. Hennes sista roman, Maja, kom ut 1916. Många av Kerfstedts berättelser fanns publicerade i olika tidskrifter innan de gavs ut i bokform.
Utöver den skönlitterära produktionen medverkade Kerfstedt flitigt i Svensk Läraretidnings förlagsprodukter. Under sin tid som redaktör för tidskriften Dagny skrev hon flera barnboksrecensioner. Därtill skrev hon frilansartiklar för dagspressen, både från Sverige och utlandet. Hon översatte också skönlitteratur från engelska och norska till svenska. I Libris finns två översättningar av Kerfstedt upptagna: Hallvard Berghs Resan till världens ända (1986) och Harriet Beecher Stowes Onkel Toms stuga (1900). Det är dock troligt att Kerfstedt översatte Anna Maria Halls Farbror Fredriks kassaskrin (1870) och Dinah Maria Craiks Cola Monti (1871).
Kerfstedt skrev två dramer, 1882 års Lilla Nina och 1888 års Hett blod. Dessa har aldrig getts ut i bokform, men sattes upp på Kungliga Dramatiska Teatern i Stockholm.
Under sin författarkarriär bytte Kerfstedt förlag vid ett flertal tillfällen och tillhörde A. W. Björk, Joseph Seligmanns förlag, Hugo Gebers förlag, Z. Haeggström, Aurore von Qvanten, Gleerups förlag, F. & G. Beijers förlag och Sigfrid Flodin.

## Tematik och stil
I sina verk behandlar Kerfstedt flera av samtidens mest debatterade ämnen som gifta kvinnors äganderätt, möjligheter för kvinnor att yrkesarbeta samt samhällets sexuella dubbelmoral. Därtill har hennes böcker en tydlig religiös prägel och uttrycker sympati med samhällets fattiga. Journalisten och litteraturforskaren Eva von Zweigbergk menar dock att detta främst tar sig uttryck i Kerfstedts vuxenlitteratur. I barnlitteraturen vänder hon sig i stället bort från nuet och i den utsträckning barnböckerna behandlar politiska frågor är de av mer konservativ karaktär. Senare forskning har reviderat denna uppfattning. Där menas i stället att Kerfstedts barn- och vuxenlitteratur inte intar var sig en enhetlig eller enkel position i kvinnofrågan. Dock förhåller sig både litteraturtyperna till de samhällsproblem som fanns i samtiden. Snarare än att ge uttryck för olika genusideologier ska Kerfstedts ambivalenta ståndpunkt ses som ett uttryck för den kluvenhet och motsägelsefullhet som återfanns i samtidens syn på kvinnor.
| ”                 | När man lägger Kerfstedts barn- och vuxenlitteratur sida vid sida framkommer en mer komplex bild av hennes författarskap än tidigare forskning gjort gällande. Trots att det finns skillnader mellan hennes barn- och vuxenlitteratur kan dessa svårligen fångas med hjälp av traditionella dikotomier som politisk och opolitisk, radikal och konservativ eller estetisk och didaktisk. I stället innehåller båda litteraturarterna såväl kvinnoemancipatoriska ansatser som mer konservativa drag. | „ |
| – Maria Andersson | |   |

Kerfstedts barn- och vuxenlitteratur uttrycker båda en önskan om att reformera samhället, men det politiska intresset tar sig olika inriktningar. I vuxenlitteraturen återkommer strävan efter en förändring av äktenskapslagen och jämställdhet mellan män och kvinnor. Lösningen enligt Kerfstedt är emellertid inte en mer radikal omformning av könsidealen i samhället utan i stället en återgång till mer kristna normer. I berättelserna skildras detta ofta genom kvinnlig maktlöshet, som inte ses som beroende av könsnormerna utan i stället som någonting skapat av männens osedliga och ansvarslösa agerande. Enligt Kerfstedt var inte könsrollerna det största problemet utan samtidens sedesförfall.
I Kerfstedts vuxenlitteratur blandas den samtida problemorienterade litteraturen med en sentimental romantisk romantradition. Brännande frågor avhandlas parallellt med melodramatiska skildringar av passivt lidande hjältinnor. Detta skapar en ambivalens i texterna där kvinnorna slits mellan olika tider och föreställningar om genus. Kerfstedts blandning mellan romantik och realism gör att hon intar en mellanställning i den svenska litteraturen. Syftet med hennes författarskap har beskrivits som "att skildra lifvet med dess evigt skiftande spel af ljust och mörkt, af skratt och tårar, och tendensen, där en sådan funnits, har fått organiskt springa fram ur de skildrade människornas tankar och handlingar."
I sin barnlitteratur använder sig Kerfstedt av både öppen och dold berättarform, där det med öppen avses en berättare som omtalar sig själv i texten och vice versa. Många av hennes verk är berättade i tredje person och berättaren moraliserar och recenserar ofta de olika rollfigurernas handlingar, dock utan att göra narr av dem. Berättelserna utspelar sig oftast under mycket kort tid och är till största del uppbyggda av dialog. I flera verk kommer barnen i berättelserna till tals genom att skriva brev till någon vuxen.
Ett fåtal av Kerfstedts barnberättelser innehåller komiska inslag. Som exempel på detta kan nämnas En gammal herre (i Små och stora 1882), Hur Afo kom i tidningen och Ängeln på taket (båda i Blåklint 1902) samt Den första i staden och Julljusen (båda i Abdullah 1908).

### Sedligheten
Sedligheten är ett återkommande tema i Kerfstedts böcker. Ämnet var föremål för omfattande diskussion under 1880-talet i det som har kommit att kallas sedlighetsdebatten. Kerfstedt var mycket engagerad i debatten och hennes novell Synd (1881) utgjorde ett tidigt inlägg i densamma. Novellen ifrågasätter ett samhälle där osedligheten tystas ned och aldrig är föremål för öppen diskussion. Den framställer även flickornas okunskap och de vuxna kvinnornas tigande som förutsättningar för att det osedliga levernet ska kunna äga rum.
Modern forskning har lyft fram Synd som ett mer specifikt inlägg ifråga om mannens sedliga renhet. När novellen diskuterades i samtiden framhölls emellertid berättelsens huvudperson, den artonåriga Gertrud, och hennes utveckling som novellens kärna. I berättelsen fokuserar Kerfstedt på borgerliga flickors uppfostran och hur dessa värnas från kunskapen om sexualitet och osedlighet. Getrud är just en sådan flicka som genom sin okunskap skyddats från livets avigsidor. Hennes okunskap gör att hon står värnlös inför osedligheten den dagen hon möter den. Genom att Getrud i ovisshet stängs ute från kunskapen om sedligheten möjliggör detta även männens omoraliska leverne.
I Synd utgår Gertrud från att omgivningen agerar sedligt, något annat känner hon inte till. När hon inser att omgivningen inte kan leva upp till hennes högt ställda ideal, bryts hon successivt ned. När hon ertappar sin far med att ha en otrohetsaffär med kammarjungfrun faller hennes tillvaro i bitar. Detta får som följd att hon tar avstånd från sexualiteten och avsäger sig även ett erbjudande om giftermål med motiveringen att hon inte "vidare kan tänka på att tillhöra en man". Senare får hon veta att även hennes tilltänkta man har ett syndigt förflutet, vilken gör att hon ytterligare vänder honom ryggen.
Frågan om sedlighet uppkommer även i 1899 års novell Bränningar från novellsamlingen med samma namn. Huvudpersonen i novellen, Milan, är precis som Gertrud i Synd uppvuxen i en skyddad miljö. Handlingen tilldrar sig på en isolerad ö på Västkusten, avskuren från omvärlden då ortsbefolkningen finner densamma alltför omoralisk. Badgäster är inte välkomna då dessa kan fördärva öns seder. Den skyddande miljön han gjort att Milan vuxit upp ovetande om omvärldens osedlighet. När en ung dansk sjöofficer anländer till ön står hon handfallen inför hans charm och han förför henne. Novellens titel får här en symbolisk innebörd då bränningar kan betyda ett dolt hot under en blank vattenyta.
Bränningar kan sägas behandla det borgerliga samhällets sexuella dubbelmoral. Texten inrymmer en spänning mellan öbornas påstådda höga moral och deras behandling av de människor som bryter mot sedlighets lagar. För Milan blir konflikten övermäktig och hon mördar sitt nyfödda barn och sätts i fängelse på fastlandet.
Sedlighetsfrågan är också ett återkommande inslag i Kerfstedts barnlitteratur. I berättelsen Per och prinsessan (i samlingen Blåklint 1902) träffar pojken Per en älva som tjusar honom med sin skönhet. Älvan ber Per att göra henne till människa och det står klart att vägen dit går genom arbete, självbehärskning och pliktuppfyllelse. Älvans ansvarslösa liv präglat av lek och dans är en oskyldigare variant av de utsvävningar Kerfstedt kritiserade i sin vuxenlitteratur. Ungdomsromanen Susanne (1903) bygger till viss del på novellen Synd och vissa scener från novellen återkommer närmast ordagrant i Susanne. Scenen där dottern upptäcker att fadern har en affär med kammarjungfrun är en sådan, men i stället för att tiga, som är fallet i Synd, tar Susanne mod till sig och konfronterar fadern. Genom att hon vågar ta till ord gör hon sedlighetskänslan till en moralisk skyldighet, vilket också innebär att hon berör tidigare förbjudna ämnen samtidigt som hon ifrågasätter faderns auktoritet. Sedligheten blir därmed ett verktyg för att motsätta sig hävdvunna maktstrukturer.

### Den kvinnliga sjukligheten

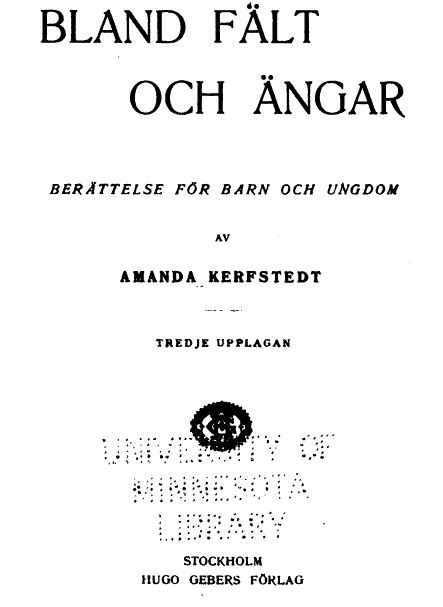
Bland fält och ängar (1895), ett av Kerfstedts verk där temat den kvinnliga sjukligheten kommer till uttryck.

Ett annat tema hos Kerfstedt är den kvinnliga sjukligheten. Ämnet var aktuellt under andra halvan av 1800-talet då flera västeuropeiska och amerikanska läkare menade att flertalet av de högre samhällsklassernas kvinnor var sjukliga. Ämnet kom att återspeglas i skönlitteraturen under samma tid där motivet om den kvinnliga invaliden blev framträdande. Som förklaring till sjukligheten anfördes dock inte biologiska orsaker utan i stället sociala, där man menade att den trånga kvinnorollen, olyckliga äktenskap och samhällets begränsningar av kvinnors möjlighet att göra olika livsval var det som gjorde dem sjuka.
Kerfstedt tillhör dem som relaterar den kvinnliga sjukligheten till en social kontext. I hennes tidiga noveller används tematiken för att gestalta kvinnors frustration och otillfredsställelse. Den kvinnliga sjukligheten gestaltas inom ramen för äktenskapet, där den betraktas som ett symptom på ett äktenskap i kris, att maken inte behandlar sin hustru som han borde. Kerfstedt utnyttjar tematiken för att diskutera dubbelmoral i samtiden, könsroller samt vad som kan sägas utgöra grunden för ett gott äktenskap. Genom detta kom Kerfstedt att positionera sig den äktenskapsdebatt som tog fart i slutet av 1870-talet.
Tematiken tog sig uttryck i verk som novellen En ros (1877), i vilken en gift man tillbringar kvällarna med sina ungkarlsvänner i stället för att umgås med sin hustru. I novellen Synd (1881) skildras hur en gift man har en otrohetsaffär med kammarjungfrun, vilket får hustrun att insjukna. I både novellerna bryter makarnas osedliga leverne ner kvinnorna och gör dem sjuka. Sjukligheten skildras antingen som en konsekvens av långvarig ångest och oro eller som ett slags flykt från en verklighet som är outhärdlig. Sjukdomen kom att bli en metafor för problem som Kerfstedt och andra kvinnliga författare skulle ha haft svårt att skriva om utan att framstå som osedliga. Med sjukdomsmetaforen till hjälp kunde de diskutera saker som de ansåg var fel i samhället.
I novellen Två vägar (1880) används sjukdomsmetaforen för att kommentera den då aktuella frågan om gifta kvinnors äganderätt. I berättelsen skildrar Kerfstedt två möjliga vägar, där den ena är ett idealt förhållande och den andra ett avskräckande exempel. Med detta gestaltar hon den ekonomiska ojämlikhetens förödelse för kvinnan. I berättelsen porträtterar Kerfstedt två olika kvinnotyper, där den ena är handlingskraftig och självständig och den andra oföretagsam och aningslös. På detta vis blandar hon 1880-talets samtidsrealism med en sentimental litteraturtradition. I romanen Holger Vide (1893) insjuknar protagonisten Nina hastigt efter att hon lämnat sina barn. Hon avlider i slutet av boken som en följd av den "onaturliga" handlingen att överge barnen. Genom att idealisera moderskapet på detta sätt förde Kerfstedt in ett konservativt drag i sin litteratur, som annars präglas av ett gehör för ett vidgande av kvinnans möjlighet att verka i samhället.
I Kerfstedts barnlitteratur är skildringen av den kvinnliga sjukligheten mer komplex och mindre tidstypisk. I Bland fält och ängar (1895) skildras mor och dotter som båda är sjuka. Flickans sjukdom gestaltas med förståelse, medan den sjuka modern framställs som en självupptagen hypokondriker. Med denna mindre smickrande skildring av en modersgestalt kom Kerfstedt att avvika från 1800-talets idealiserande mödrasyn. I andra barnberättelser som Hvad knackningen betydde (1882) och Signes sommarnöje (1891) ges dock en mer problematiserad bild av den självuppoffrande modern där hon beskrivs som trött och utsliten.
Behandlingen av kvinnosjukligheten i Kerfstedts barnlitteratur kännetecknas av optimism där författaren formulerar vägar för att skapa ett samhälle där kvinnor förblev friska. I vuxenlitteraturen är hon desto mer pessimistisk där hon med mörka skildringar gestaltar hur kvinnor blev offer för sjukligheten. Sjukdomen snarare än tillfrisknandet står i centrum av berättelserna.

## Eftermäle
Amanda Kerfstedts böcker fortsatte att komma ut i nyutgåvor en bit in på 1920-talet. Därefter utgavs ingenting förrän 1993 då Kerfstedts novell Synd medtogs i en novellsamling med kvinnliga författare från det moderna genombrottet. År 2010 återutgavs romanen Reflexer på Rosenlarv Förlag. Flera av hennes arbeten är översatta till finska, norska och nederländska.
Boel Englund och Lena Kåreland menar att Kerfstedt knappast lever kvar som författare i dag. Varken hennes böcker för barn eller hennes vuxenböcker läses i större utsträckning numera. Författarna påpekar dock att Kerfstedt under sin samtid räknades till de mer populära författarna. Englund och Kåreland menar också att Kerfstedt genom sitt redaktörskap för tidskriften Dagny och ansvarig för dess bokkommitté spelade en betydelsefull roll i debatten om barns läsning. Eva von Zweigbergk skrev 1965 att Kerfstedt kom "att sätta djupa spår i den svenska ungdomslitteraturen", inte bara genom att skriva den utan även genom att "diktera i pressen hur den borde vara".
Att Kerfstedt var populär i sin samtid bekräftas av litteraturvetaren Sonja Svensson. Hon anser att Kerfstedts produktion hade litterärt "god klang", baserat på en genomgång av det samtida pressmaterialet. Redaktionssekreteraren och senare huvudredaktören för tidskriften Idun, Johan Nordling, skrev 1902 att "Bland nutida svenska författare intar fru Kerfstedt en bemärkt rangplats" och konstaterade vidare att hennes litterära produktion vunnit "den omdömesgilla kritikens erkännande som ypperlig konst". I ett brev daterat 1892 från Selma Lagerlöf till Kerfstedt menar Lagerlöf att Kerfstedt även lästes på landsbygden: "Ofta har jag undrat om Ni vet hur många vänner Ni har så här runtom i landsorterna". Gurli Linder skrev 1918 om Kerfstedts "klassiskt vordna barnberättelser" och Eva von Zweigbergk skrev 1965 om Kerfstedts barnböcker: "De mottogs alltid med varma lovord och det föreföll som om barn verkligen tyckte om dem".
I en artikel i Idun 1910 skrev Johan Nordling att Kerfstedts vuxenlitteratur snabbt föll i glömska och menade att hennes romaner "väl förtjänar att på nytt inregistreras bland böcker, som läsas". Han fortsatte och skrev "Den falang af litterära kvinnor, hvars alstring satte spår i 80- och 90-talens diktning, är nu till större delen borta ur lifvet, och deras böcker ha en hård kamp att bestå mot dagens litteratur, som tränger sig fram med den brusande fart, hvilken är både lyte och förtjänst hos den nya tiden.

## Forskning om Kerfstedt
Kerfstedts liv och författarskap beskrevs i hennes samtid i flera verk av Gurli Linder, däribland Sällskapslivet i Stockholm under 1880- och 1890-talen. Efter Kerfstedts död var hennes författarskap under flera decennier ett tämligen outforskat område. År 1948 utgav Rosa Fitinghoff minnesboken Minnenas kavalkad över sin mor Laura Fitinghoff och i denna tecknas en personligt färgad minnesbild av Kerfstedt. År 1965 utgav Eva von Zweigbergk standardverket Barnboken i Sverige 1750–1950 där hon ger en kortare beskrivning av Kerfstedts produktion och plats i den litterära samtiden. I Ingeborg Nordin Hennels Dömd och glömd. En studie i Alfhild Agrells liv och dikt från 1981 omnämns Kerfstedt vid ett flertal tillfällen i egenskap av nära vän till Agrell. I Sonja Svenssons avhandling Läsning för folkets barn – Folkskolans Barntidning och dess förlag 1892–1914 från 1983 ges en bild av Kerfstedts gärning som barntidningsmedarbetare. I Ämnar kanske fröken publicera något? från 1984 analyserar Nordin Hennel vuxenlitterära verk av åtta författare, däribland Kerfstedt. I Eva Heggestads avhandling Fången och fri – 1880-talets svenska kvinnliga författare om hemmet, yrkeslivet och konstnärskapet från 1991 analyseras några av Kerfstedts vuxenromaner. Heggestad behandlar även Kerfstedts förlagstillhörighet och författarens övriga verksamhet. År 1991 utkom också Eva Nordlinders skrift Sekelskiftets svenska konstsaga och sagodiktaren Helena Nyblom, i vilken Kerfstedts sagolitterära produktion behandlas i korthet. Kerfstedts barnlitterära gärning berörs också delvis av Sonja Svensson i kapitlet "Barn- och ungdomslitteraturen – fram till 1920" i det litterära översiktsverket Den svenska litteraturen från 1999.
Under 1990- och 2000-talen har flera vetenskapliga artiklar och avhandlingar skrivits som enkom eller till stor del berör Kerfstedts författarskap. År 2003 utgavs Anna Grettves magisteruppsats Att ge och hjälpa – om Amanda Kerfstedt och narrativa mönster i författarens barnberättelser, som är den hitintills mest omfattande biografiska studien om Kerfstedt. Därtill analyserar Grettve några av Kerfstedts barnlitterära berättelser. Litteraturvetaren Maria Andersson har i flera skrifter berört Kerfstedts författarskap. År 2006 publicerades artikeln Moderskap och emancipation – den kvinnliga sjukligheten i Amanda Kerfstedts barn- och vuxenlitteratur i Tidskrift för litteraturvetenskap och 2010 utkom avhandlingen Att bli människa – barn, sedlighet och kön i Amanda Kerfstedts, Helena Nybloms och Mathilda Mallings författarskap. År 2010 skrev Andersson ett efterord till nyutgåvan av 1901 års roman Reflexer där hon ger en kortare biografi samt en analys av Reflexer. År 2011 publicerades artikeln Manlighet, mod och moral – Amanda Kerfstedts Carl Bergs skoltid där Kerfstedts barnberättelse Carl Bergs skoltid ur samlingen Små och stora (1882) analyseras. Kerfstedts liv och författargärning finns även beskrivet i boken Rätten till ordet – En kollektivbiografi över skrivande Stockholmskvinnor 1880–1920 av Boel Englund och Lena Kåreland.

### För barn och ungdom
- Tiggargossen eller Qvastgubbens dukater : svenskt original. Barnens egen boksamling ; 1. Stockholm: Sigfrid Flodin. 1865. Libris 3289864
- Signild och hennes vänner : ett exempel för unga flickor. Barnens egen boksamling ; 2. Stockholm: Sigfrid Flodin. 1865. Libris 10444813
- Små och stora : berättelser för barn. Stockholm: Beijer. 1882. Libris 1598053 Faksimil: Litteraturbanken
- "Glädjens blomster" med flera berättelser för barn. P. A. Norstedt & söners ungdomsböcker, 99-1861059-X ; 5. Stockholm: Norstedt. 1891. Libris 1627154 Faksimil: Litteraturbanken – Med illustrationer av: Ottilia Adelborg, Jenny Nyström och Hanna Frosterus-Segerstråle.
- Bland fält och ängar : berättelse för barn och ungdom. Stockholm: Geber. 1895. Libris 1623822. https://runeberg.org/kafaltang/ Faksimil: Litteraturbanken
- En liten prinsessa : saga. Stockholm: Hökerberg. 1898. Libris 1644672 Faksimil: Litteraturbanken – Med 7 planscher av Jenny Nyström
- Blåklint : berättelser för barn. Stockholm: Geber. 1902. Libris 1727276. https://runeberg.org/kablaklint/
- Susanne : ett ungt hjärtas historia. Stockholm: Hierta. 1903. Libris 1727278
- Tipp : berättelse för barn. P. A. Norstedt & Söners ungdomsböcker ; 82. Stockholm: Norstedt. 1903. Libris 1728939
- Abdullah : sångaren från Beda och andra berättelser för barn. P. A. Norstedt & Söners Ungdomsböcker ; 103. Stockholm: Norstedt. 1908. Libris 1618596

### Digitaliserat manuskript
- Kerfstedt, Amanda (2004). Hett blod. Libris 13913687. http://www.dramawebben.se/pjas/hett-blod